# Баба-Стана
Ба́ба-Ста́на (болг. Баба Стана) — село в Ловецькій області Болгарії. Входить до складу общини Троян.

## Населення
За даними перепису населення 2011 року у селі проживали 8 осіб.
Національний склад населення села:
| Національність   | Кількість осіб | Відсоток |
| ---------------- | -------------- | -------- |
| болгари          | 5              | 62,5%    |
| турки            | 3              | 37,5%    |
| цигани           | 0              | 0%       |
| інша             | 0              | 0%       |
| не визначились   | 0              | 0%       |
| Всього відповіли | 8              |          |

Розподіл населення за віком у 2011 році:
Динаміка населення: